# جسم کاخال

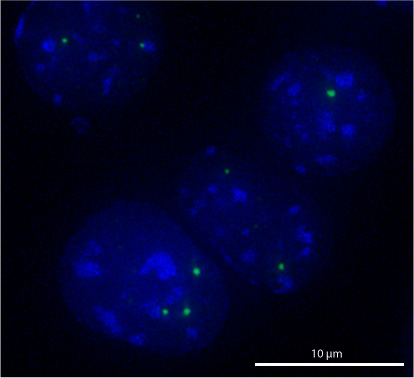
هسته سلول‌های موش (آبی) دربرگیرنده اجسام کاخال (سبز). این تصویر توسط جوش خوردن پروتئین p80/Coilin با GFP ایجاد گشته است.

اجسام کاخال (به انگلیسی: Cajal Bodies) (به اختصار CB)، ساختارهای فرعی هستهٔ سلولی بدون غشا هستند که در سلول‌های یوکاریوتی یافت می‌شوند. این اجسام نخستین بار در سال ۱۹۰۳ توسط عصب‌شناس اسپانیایی، سانتیاگو کاخال، در هستهٔ سلول‌های عصبی شناسایی و به افتخار وی نامگذاری شدند.

## ساختار و ترکیب
اجسام کاخال معمولاً ۰.۳ تا ۱.۰ میکرومتر قطر دارند و از پروتئین‌ها و RNA تشکیل شده‌اند. پروتئین کویلین (Coilin) به عنوان پروتئین اصلی سازندهٔ این اجسام شناخته می‌شود و به عنوان نشانگری برای شناسایی CBها استفاده می‌گردد. سایر اجزای مهم شامل عوامل پردازش RNAهای کوچک هسته‌ای (snRNA)، RNAهای کوچک نوکلئولی (snoRNA)، و آنزیم‌های مرتبط با اصلاح RNA می‌شوند.

## عملکرد
نقش اصلی اجسام کاخال در ساخت ریبوزوم و پردازش RNAهای کوچک هسته‌ای است. این اجسام در مراحل زیر دخیل هستند:  
- تولید و بالغ‌سازی snRNAها: این RNAها در ترکیب اسپلایسوزوم‌ها نقش دارند که برای پیرایش (Splicing) pre-mRNA ضروری‌اند.[۳]
- تعدیل snoRNAها: این RNAها در تغییرات شیمیایی rRNA در هستک شرکت می‌کنند.
- هماهنگی چرخه سلولی: تعداد و اندازهٔ CBها در مراحل مختلف چرخه سلولی تغییر می‌کند و در فاز S (سنتز DNA) به اوج می‌رسد.[۴]

## توزیع سلولی
این اجسام در سلول‌های با فعالیت متابولیک بالا مانند سلول‌های بنیادی جنینی، نورون‌ها و سلول‌های سرطانی بیشتر مشاهده می‌شوند. در سلول‌های غیرفعال، CBها ممکن است با اجسام مشابهی مانند اجسام جِمی (Gems) ادغام شوند.

## ارتباط با بیماری‌ها
اختلال در عملکرد اجسام کاخال با چندین بیماری مرتبط است:  
- سرطان: افزایش تعداد CBها در برخی تومورها گزارش شده که ممکن است ناشی از فعالیت بالای سنتز RNA باشد.
- بیماری‌های عصبی: جهش در پروتئین‌های مرتبط با CBها (مانند SMN1) در بروز SMA نقش دارد.[۶]
- **ویروس‌ها**: برخی ویروس‌ها مانند آدنوویروس از CBها برای تکثیر RNA خود استفاده می‌کنند.

## روش‌های مطالعه
برای بررسی CBها از تکنیک‌های زیر استفاده می‌شود:  
- میکروسکوپ فلورسانس: با استفاده از آنتی‌بادی‌های ضد کویلین یا مارکرهای فلورسنت.
- میکروسکوپ الکترونی: شناسایی ساختارهای فوق‌ریز در سطح نانومتری.
- تکنیک‌های تداخلی RNA (RNAi): برای بررسی عملکرد ژن‌های مرتبط با CBها.